# Cercyonis meadi
Cercyonis meadi är en fjärilsart som beskrevs av Edwards 1872. Cercyonis meadi ingår i släktet Cercyonis och familjen praktfjärilar. Inga underarter finns listade i Catalogue of Life.